# Hertha von Dechend
Hertha von Dechend (1915-2001) est une anthropologue allemande. Elle est la co-autrice avec Giorgio de Santillana d’un ouvrage de mythologie comparée paru en 1969, Le Moulin d'Hamlet, qui défend la thèse d’une découverte préhistorique du phénomène de la précession des équinoxes.

## Biographie
Hertha von Dechend naît le 5 octobre 1915 à Heidelberg. Son grande père, Hermann von Dechend, était le premier président de la Reichsbank. Son père, Alfred von Dechend, docteur en chimie, perd son emploi pendant la crise économique des années 1930 et quitte sa famille.
Elle étudie au lycée de jeunes filles de Heidelberg entre 1925 et 1934,. À l’été 1934, elle entre comme archiviste et bibliothécaire à l’Institut de recherche en Kulturmorphologie de Francfort-sur-le-Main. Deux ans plus tard, après son service de travail obligatoire, elle commence des études d’ethnologie à l’université de Francfort.
Von Dechend s’occupe parallèlement de la bibliothèque privée de Leo Frobenius jusqu’à la mort de l’africaniste en 1938. Le 8 novembre 1939, elle soutient une thèse doctorale sur « la signification religieuse et mythique du porc en Indonésie et en Océanie ». Elle étudie ensuite la philosophie et l’histoire des sciences, toujours à l’université de Francfort.
Après la bataille de France, Hertha von Dechend travaille au service de renseignement de la Luftwaffe à Paris,. À partir de 1943, elle est l’assistante du professeur Willy Hartner à l’institut d'histoire des sciences naturelles de l’université de Francfort. Elle le restera jusqu’en 1960.
En 1953, elle publie une biographie de Justus von Liebig à partir des écrits du chimiste et des témoignages de ses contemporains.
Lors d'un symposium à Francfort en 1959, elle fait la connaissance de Giorgio de Santillana, qui l’invite dès lors à passer chaque année un trimestre au Massachusetts Institute of Technology (MIT) à Cambridge. En 1960, elle obtient son habilitation universitaire en histoire des sciences. Sa thèse porte sur « la mythologie comme forme d'expression d’une science naturelle archaïque. »
Hertha von Dechend et Giorgio de Santillana publient en 1969 Le Moulin d'Hamlet, un ouvrage de mythologie comparée dans lequel est développée la thèse d’une connaissance préhistorique de certains phénomènes astronomiques, en particulier de la précession des équinoxes.
En 1977, elle insère un article intitulé Bemerkungen zum Donnerkeil (« Remarques sur la Foudre ») dans un ouvrage collectif publié en l'honneur de Willy Hartner. Elle prend sa retraite en 1980.
Hertha von Dechend meurt le 23 avril 2001 à Francfort-sur-le-Main.